# César a la millor adaptació
El César a la millor adaptació  és un premi cinematogràfic francès atorgat per l'Acadèmia de les arts i tècniques del cinema des del primer lliurament del premi el 3 d'abril de 1976 al Palau dels congressos de París.
La categoria actual resulta de la divisió el 2006 (i anteriorment de 1983 a 1985) del César al millor guió original o adaptació (premiant el millor guió, ja sigui l'adaptació d'una obra prèviament existent o una història amb diàlegs no inspirats d'obres publicades) a « Millor guió original » i «Millor adaptació», amb el mateix model que el dels Oscars.

## Palmarès
- Font: Pàgina oficial del premi.

De 1976 a 1982, una única categoria: César al millor guió original o adaptació

### Dècada del 1980
| Any                                                     | Autor/s                      | Pel·lícula     | Adaptada de                         | Títol                    | Autor |
| ------------------------------------------------------- | ---------------------------- | -------------- | ----------------------------------- | ------------------------ | ----- |
| 1983                                                    |                              |                |                                     |                          |       |
| Jean Aurenche, Pierre Granier-Deferre i Michel Grisolia | L'Étoile du Nord             | Novel·la       | Le locataire                        | George Simenon           |       |
| Jean-Claude Carrière                                    | Danton                       | Obra de teatre | L'Affaire Danton                    | Stanisława Przybyszewska |       |
| Pascal Jardin i Daniel Schmid                           | Hécate, maîtresse de la nuit | Novel·la       | Hécate et ses chiens                | Paul Morand              |       |
| Alain Decaux i Robert Hossein                           | Les misérables               | Novel·la       | Els miserables                      | Victor Hugo              |       |
| 1984                                                    |                              |                |                                     |                          |       |
| Sébastien Japrisot                                      | L'Été meurtrier              | Novel·la       | L'Été meurtrier                     | Sébastien Japrisot       |       |
| Claude Berri                                            | Tchao Pantin                 | Novel·la       | Tchao Pantin                        | Alain Page               |       |
| Robert Enrico                                           | Au nom de tous les miens     | Novel·la       | Au nom de tous les miens            | Martin Gray              |       |
| 1985                                                    |                              |                |                                     |                          |       |
| Bertrand Tavernier i Colo Tavernier                     | Un dimanche à la campagne    | Novel·la       | Monsieur Ladmiral va bientôt mourir | Pierre Bost              |       |
| Dominique Garnier i Andrzej Żuławski                    | La Femme publique            | Novel·la       | La Femme publique                   | Dominique Garnier        |       |
| Francis Girod i Françoise Giroud                        | El caprici                   | Novel·la       | Le Bon Plaisir                      | Françoise Giroud         |       |

De 1986 a 2005, una única categoria: César al millor guió original o adaptació.

### Dècada del 2000
des de 2006, 2 categories: César al millor guió original i Millor adaptació.
| Any                                                           | Autor/s                                   | Pel·lícula         | Adaptada de                    | Títol                | Autor |
| ------------------------------------------------------------- | ----------------------------------------- | ------------------ | ------------------------------ | -------------------- | ----- |
| 2006                                                          |                                           |                    |                                |                      |       |
| Jacques Audiard i Tonino Benacquista                          | De tant bategar se m'ha parat el cor      | Pel·lícula         | Mélodie per un tueur           | James Toback         |       |
| Georges-Marc Benamou i Gilles Taurand                         | Le Promeneur du Champ-de-Mars             | Novel·la           | Le Dernier Mitterrand          | Georges-Marc Benamou |       |
| Costa-Gavras i Jean-Claude Grumberg                           | Le Couperet                               | Novel·la           | The Ax                         | Donald Westlake      |       |
| Julien Boivent i Anne Fontaine                                | Entre ses mains                           | Novel·la           | Les Kangourous                 | Dominique Barbéris   |       |
| Patrice Chéreau i Anne-Louise Trividic                        | Gabrielle                                 | Novel·la           | The return                     | Joseph Conrad        |       |
| 2007                                                          |                                           |                    |                                |                      |       |
| Pascale Ferran, Roger Bohbot i Pierre Trividic                | Lady Chatterley                           | Novel·la           | L'amant de Lady Chatterley     | D.H Lawrence         |       |
| Serge Hazanavicius i Jean-François Halin                      | OSS 117: El Caire, niu d'espies           | Sèrie de novel·les | OSS 117                        | Jean Bruce           |       |
| Olivier Adam i Philippe Lioret                                | Je vais bien, ne t'en fais pas            | Novel·la           | Je vais bien, ne t'en fais pas | Olivier Adam         |       |
| Philippe Lefebvre i Guillaume Canet                           | Ne le dis à personne                      | Novel·la           | Tell No One                    | Harlan Coben         |       |
| Jean-Michel Ribes                                             | Cœurs                                     | Obra de teatre     | Private Fears in Public Places | Alan Ayckbourn       |       |
| 2008                                                          |                                           |                    |                                |                      |       |
| Marjane Satrapi i Vincent Paronnaud                           | Persèpolis                                | Còmic              | Persèpolis                     | Marjane Satrapi      |       |
| Claude Berri                                                  | Ensemble, c'est tout                      | Novel·la           | Ensemble, c'est tout           | Anna Gavalda         |       |
| Ronald Harwood                                                | L'escafandre i la papallona               | Autobiografia      | Le Scaphandre et le Papillon   | Jean-Dominique Bauby |       |
| Natalie Carter i Claude Miller                                | Un secret                                 | Novel·la           | Un secret                      | Philippe Grimbert    |       |
| Christine Carrière                                            | Darling                                   | Novel·la           | Darling                        | Jean Teulé           |       |
| 2009                                                          |                                           |                    |                                |                      |       |
| Laurent Cantet, François Bégaudeau i Robin Campillo           | La classe                                 | Novel·la           | Entre les murs                 | François Bégaudeau   |       |
| Éric Assous, François d'Épenoux i Jean Becker                 | Deux jours à tuer                         | Novel·la           | Deux jours à touer             | François d'Épenoux   |       |
| Clémence de Biéville, François Caviglioli i Nathalie Lafaurie | Le crime est notre affaire                | Recull de relats   | Partners in Crime              | Agatha Christie      |       |
| Abdel Raouf Dafri i Jean-François Richet                      | L'Instinct de mort i L'Ennemi public n° 1 | Autobiografia      | L'Instinct de mort             | Jacques Mesrine      |       |
| Christophe Honoré i Gilles Taurand                            | La Belle Personne                         | Novel·la           | La princesa de Clèveris        | Madame de La Fayette |       |

### Dècada del 2010
| Any                                                            | Autor/s                                           | Pel·lícula                      | Adaptada de                                               | Títol                                           | Autor |
| -------------------------------------------------------------- | ------------------------------------------------- | ------------------------------- | --------------------------------------------------------- | ----------------------------------------------- | ----- |
| 2010                                                           |                                                   |                                 |                                                           |                                                 |       |
| Stéphane Brizé i Florence Vignon                               | Mademoiselle Chambon                              | Novel·la                        | Mademoiselle Chambon                                      | Éric Holder                                     |       |
| Anne Fontaine i Camille Fontaine                               | Coco, de la rebel·lia a la llegenda de Chanel     | Biografia                       | L'Irrégulière ou mon itinéraire Chanel                    | Edmonde Charles-Roux                            |       |
| Philippe Godeau i Agnès de Sacy                                | Le dernier pour la route                          | Autobiografia                   | Hervé Chabalier                                           |                                                 |       |
| Laurent Tirard i Grégoire Vigneron                             | Le Petit Nicolas                                  | Literatura infantil il·lustrada | El petit Nicolas                                          | René Goscinny i Jean-Jacques Sempé              |       |
| Alex Réval i Laurent Herbiet                                   | Les males herbes                                  | Novel·la                        | L'incident                                                | Christian Gailly                                |       |
| 2011                                                           |                                                   |                                 |                                                           |                                                 |       |
| Robert Harris i Roman Polanski                                 | L'escriptor                                       | Novel·la                        | The Ghost Writer                                          | Robert Harris                                   |       |
| Julie Bertucelli                                               | L'arbre                                           | Novel·la                        | Our Father Who Art in The Tree                            | Judy Pascoe                                     |       |
| Éric Lartigau i Laurent de Bartillat                           | L'Homme qui voulait vivre sa vie                  | Novel·la                        | The Big Picture                                           | Douglas Kennedy                                 |       |
| François Ozon                                                  | Potiche                                           | Obra de teatre                  | Potiche                                                   | Pierre Barillet i Jean-Pierre Grédy             |       |
| Bertrand Tavernier, Jean Cosmos i François-Olivier Rousseau    | La Princesse de Montpensier                       | Novel·la                        | La Princesse de Montpensier                               | Madame de La Fayette                            |       |
| 2012                                                           |                                                   |                                 |                                                           |                                                 |       |
| Roman Polanski i Yasmina Reza                                  | Un déu salvatge                                   | Obra de teatre                  | Le Dieu du carnage                                        | Yasmina Reza                                    |       |
| David Foenkinos                                                | La delicadesa                                     | Novel·la                        | La Délicatesse                                            | David Foenkinos                                 |       |
| Vincent Garenq                                                 | Présumé coupable                                  | Autobiografia                   | Présumé coupable                                          | Alain Marécaux                                  |       |
| Olivier Gorce, Roschdy Zem, Rachid Bouchareb i Olivier Lorelle | Omar m'a tuer                                     | Informacions periodístiques     | Cas Omar Raddad                                           |                                                 |       |
| Mathieu Kassovitz, Benoît Jaubert i Pierre Geller              | L'ordre et la morale                              | Assaig                          | La Morale et l'action                                     | Philippe Legorjus                               |       |
| 2013                                                           |                                                   |                                 |                                                           |                                                 |       |
| Jacques Audiard i Thomas Bidegain                              | De rovell i d'os                                  | Relats                          | Rust and Bone                                             | Craig Davidson                                  |       |
| Lucas Belvaux                                                  | 38 témoins                                        | Novel·la                        | Est-ce ainsi que les femmes meurent ?                     | Didier Decoin                                   |       |
| Gilles Taurand i Benoît Jacquot                                | L'adeu a la reina                                 | Novel·la                        | Les Adieux à la reine                                     | Chantal Thomas                                  |       |
| François Ozon                                                  | A la casa                                         | Obra de teatre                  | El chico de la última fila                                | Juan Mayorga                                    |       |
| Matthieu Delaporte i Alexandre de La Patellière                | Le Prénom                                         | Obra de teatre                  | Le Prénom                                                 | Matthieu Delaporte i Alexandre de La Patellière |       |
| 2014                                                           |                                                   |                                 |                                                           |                                                 |       |
| Guillaume Gallienne                                            | Guillaume i els nois, a taula!                    | Obra de teatre                  | Les garçons et Guillaume, à table!                        | Guillaume Gallienne                             |       |
| Arnaud Desplechin, Julie Peyr i Kent Jones                     | Jimmy P. (Psychothérapie d'un Indien des Plaines) | Treball científic               | Psychothérapie d'un Indien des Plaines : réalités et rêve | Georges Devereux                                |       |
| Antonin Baudry, Christophe Blain i Bertrand Tavernier          | Quai d'Orsay                                      | Còmic                           | Quai d'Orsay                                              | Antonin Baudry i Christophe Blain               |       |
| David Ives i Roman Polanski                                    | La Venus de les pells                             | Novel·la                        | La Vénus à la fourrure                                    | Leopold von Sacher-Masoch                       |       |
| Abdellatif Kechiche i Ghalya Lacroix                           | La vida d'Adèle                                   | Còmic                           | Le bleu est une couleur chaude                            | Jul Maroh                                       |       |
| 2015                                                           |                                                   |                                 |                                                           |                                                 |       |
| Cyril Gely i Volker Schlöndorff                                | Diplomàcia                                        | Obra de teatre                  | Diplomatie                                                | Cyril Gely                                      |       |
| Mathieu Amalric i Stéphanie Cléau                              | La chambre bleue                                  | Novel·la                        | La chambre bleue                                          | Georges Simenon                                 |       |
| Sólveig Anspach i Jean-Luc Gaget                               | Lulu femme nue                                    | Còmic                           | Lulu femme nue                                            | Étienne Davodeau                                |       |
| Lucas Belvaux                                                  | Pas son genre                                     | Novel·la                        | Pas son genre                                             | Philippe Vilain                                 |       |
| Cédric Anger                                                   | La prochaine fois je viserai le cœur              | Novel·la                        | Un assassin au-dessus de tout soupçon                     | Yvan Stefanovitch                               |       |
| 2016                                                           |                                                   |                                 |                                                           |                                                 |       |
| Philippe Faucon                                                | Fàtima                                            | Novel·les                       | Prière à la lune Enfin, je peux marcher seule             | Fatima Elayoubi                                 |       |
| David Oelhoffen i Frédéric Tellier                             | L'Affaire SK1                                     | Informacions periodístiques     | El cas de Guy Georges                                     |                                                 |       |
| Samuel Benchetrit i Gabor Rassov                               | Asphalte                                          | Autobiografia                   | Samuel Benchetrit                                         | Les Chroniques de l’Asphalte                    |       |
| Vincent Garenq i Stéphane Cabel                                | L'Enquête                                         | Informacions periodístiques     | Cas Clearstream                                           | Denis Robert                                    |       |
| Hélène Zimmer i Benoît Jacquot                                 | Journal d'une femme de chambre                    | Novel·la                        | Diari d'una cambrera                                      | Octave Mirbeau                                  |       |
| 2017                                                           |                                                   |                                 |                                                           |                                                 |       |
| Céline Sciamma                                                 | La vida d'en Carbassó                             | Novel·la                        | Autobiographie d'une Courgette                            | Gilles Paris                                    |       |
| David Birke                                                    | Elle                                              | Novel·la                        | « Oh… »                                                   | Philippe Djian                                  |       |
| Séverine Bosschem i Emmanuelle Bercot                          | La doctora de Brest                               | Assaig                          | Mediator 150 mg : combien de morts ?                      | Irène Frachon                                   |       |
| François Ozon                                                  | Frantz                                            | Obra de teatre                  | L'Homme que j'ai tué                                      | Maurice Rostand                                 |       |
| Nicole Garcia i Jacques Fieschi                                | El somni de la Gabrielle                          | Novel·la                        | Mal di Pietre                                             | Milena Agus                                     |       |
| Katell Quillévéré i Gilles Taurand                             | Réparer les vivants                               | Novel·la                        | Réparer les vivants                                       | Maylis de Kerangal                              |       |
| 2018                                                           |                                                   |                                 |                                                           |                                                 |       |
| Albert Dupontel i Pierre Lemaitre                              | Ens veurem allà dalt                              | Novel·la                        | Au revoir là-haut                                         | Pierre Lemaitre                                 |       |
| Xavier Beauvois, Frédérique Moreau i Marie-Julie Maille        | Les guardianes                                    | Novel·la                        | Les Gardiennes                                            | Ernest Pérochon                                 |       |
| Grand Corps Malade i Fadette Drouard                           | Patients                                          | Autobiografia                   | Patients                                                  | Grand Corps Malade                              |       |
| Eric Barbier i Marie Eynard                                    | La promesse de l'aube                             | Novel·la                        | La promesse de l'aube                                     | Romain Gary                                     |       |
| Michel Hazanavicius                                            | Le Redoutable                                     | Novel·la                        | Un an après                                               | Anne Wiazemsky                                  |       |
| 2019                                                           |                                                   |                                 |                                                           |                                                 |       |
| Andréa Bescond i Eric Métayer                                  | Les Chatouilles                                   | Obra de teatre                  | Les Chatouilles ou la Danse de la colère                  | Andréa Bescond                                  |       |
| Emmanuel Finkiel                                               | Marguerite Duras: París 1944                      | Novel·la                        | La doleur                                                 | Marguerite Duras                                |       |
| Jacques Audiard i Thomas Bidegain                              | Els germans Sisters                               | Novel·la                        | The Sisters Brothers                                      | Patrick deWitt                                  |       |
| Emmanuel Mouret                                                | Mademoiselle de Joncquières                       | Novel·la                        | Jacques le Fataliste et son maître                        | Denis Diderot                                   |       |
| Catherine Corsini i Laurette Polmanss                          | Un amour impossible                               | Novel·la                        | Un amor impossible                                        | Christine Angot                                 |       |
| 2020                                                           |                                                   |                                 |                                                           |                                                 |       |
| Roman Polanski i Robert Harris                                 | L'oficial i l'espia                               | Novel·la                        | An oficial and a spy                                      | Robert Harris                                   |       |
| Costa-Gavras                                                   | Comportar-se com adults                           | Novel·la                        | Adults in the Room                                        | Ianis Varufakis                                 |       |
| Jérémy Clapin i Guillaume Laurant                              | J'ai perdu mon corps                              | Novel·la                        | Happy Hand                                                | Guillaume Laurant                               |       |
| Arnaud Desplechin i Léa Mysius                                 | Roubaix, une lumière                              | Documental                      | Roubaix, commissariat central                             | Mosco Boucault                                  |       |
| Dominik Moll i Gilles Marchand                                 | Només les bèsties                                 | Novel·la                        | Seules les bêtes                                          | Colin Niel                                      |       |
| 2021                                                           |                                                   |                                 |                                                           |                                                 |       |
| Stéphane Demoustier                                            | La Fille au bracelet                              | Pel·lícula                      | Acusada                                                   | Gonzalo Tobal                                   |       |
| Olivier Assayas                                                | Wasp Network                                      | Novel·la                        | Os Últimos Soldados da Guerra Fria                        | Fernando Morais                                 |       |
| Hannelore Cayre i Jean-Paul Salomé                             | La Daronne                                        | Novel·la                        | La daronne                                                | Hannelore Cayre                                 |       |
| François Ozon                                                  | Été 85                                            | Novel·la                        | Dance on My Grave                                         | Aidan Chambers                                  |       |
| Eric Barbier                                                   | Petit país                                        | Novel·la                        | Petit pays                                                | Gaël Faye                                       |       |
| 2022                                                           |                                                   |                                 |                                                           |                                                 |       |
| Xavier Giannoli i Jacques Fieschi                              | Les il·lusions perdudes                           | Novel·la                        | Les il·lusions perdudes                                   | Honoré de Balzac                                |       |
| Yaël Langmann i Yvan Attal                                     | Les Choses Humaines                               | Novel·la                        | Les Choses Humaines                                       | Karine Tuil                                     |       |
| Audrey Diwan i Marcia Romano                                   | L'Événement                                       | Novel·la                        | L'Événement                                               | Annie Ernaux                                    |       |
| Céline Sciamma, Léa Mysius i Jacques Audiard                   | París, districte 13                               | Còmics                          | Les Intrus                                                | Adrian Tomine                                   |       |
| Mathieu Amalric                                                | Serre moi fort                                    | Obra de teatre                  | Je reviens de loin                                        | Claudine Galéa                                  |       |
| 2023                                                           |                                                   |                                 |                                                           |                                                 |       |
| Gilles Marchand i Dominik Moll                                 | La nit del 12                                     | Assaig                          | 18.3 - Une année à la PJ                                  | Pauline Guéna                                   |       |
| Michel Hazanavicius                                            | Coupez!                                           | Pel·lícula                      | カメラを止めるな！                                        | Shin'ichirō Ueda                                |       |
| Thierry de Peretti i Jeanne Aptekman                           | Enquête sur un scandale d'État                    | L'Infiltré                      | Hubert Avoine                                             |                                                 |       |
| 2024                                                           |                                                   |                                 |                                                           |                                                 |       |
| Valérie Donzelli i Audrey Diwan                                | L'Amour et les forêts                             | Novel·la                        | L'amour et les forêts                                     | Éric Reinhardt                                  |       |
| Vanessa Filho                                                  | Le Consentement                                   | Autobiografia                   | Le consentement                                           | Vanessa Springora                               |       |
| Catherine Breillat                                             | L'últim estiu                                     | Pel·lícula                      | Reina de cors                                             | May el-Toukhy                                   |       |
| 2025                                                           |                                                   |                                 |                                                           |                                                 |       |
| Jacques Audiard                                                | Emilia Pérez                                      | Novel·la                        | Écoute                                                    | Boris Razon                                     |       |
| Matthieu Delaporte i Alexandre de La Patellière                | El comte de Montecristo                           | Novel·la                        | El comte de Montecristo                                   | Alexandre Dumas                                 |       |
| Michel Hazanavicius i Jean-Claude Grumberg                     | La plus précieuse des marchandises                | Conte                           | La plus précieuse des marchandises                        | Jean-Claude Grumberg                            |       |

## Estadístiques

### Els més premiats
| Premis | Nom             | Anys             | Detalls       |
| ------ | --------------- | ---------------- | ------------- |
| 3      | Jacques Audiard | 2006, 2013, 2025 | 5 nominacions |
| 3      | Roman Polanski  | 2011, 2012, 2020 | 4 nominacions |
| 2      | Robert Harris   | 2011, 2020       | 2 nominacions |

### Els més nominats
| Nominacions | Nom                        | Anys                         | Detalls   |
| ----------- | -------------------------- | ---------------------------- | --------- |
| 5           | Jacques Audiard            | 2006, 2013, 2019, 2022, 2025 | 3 premis  |
| 4           | Roman Polanski             | 2011, 2012, 2014, 2020       | 3 premis  |
| 4           | François Ozon              | 2011, 2013, 2017, 2021       | Cap premi |
| 4           | Gilles Taurand             | 2006, 2009, 2013, 2017       | Cap premi |
| 4           | Alain Corneau              | 1980, 1992, 1998, 2004       | Cap premi |
| 3           | Bertrand Tavernier         | 1985, 2011, 2014             | 1 premi   |
| 3           | Michel Hazanavicius        | 2018, 2023, 2025             | Cap premi |
| 2           | Robert Harris              | 2011, 2020                   | 2 premis  |
| 2           | Audrey Diwan               | 2022, 2024                   | 1 premi   |
| 2           | Céline Sciamma             | 2017, 2022                   | 1 premi   |
| 2           | Dominik Moll               | 2020, 2023                   | 1 premi   |
| 2           | Gilles Marchand            | 2020, 2023                   | 1 premi   |
| 2           | Jacques Fieschi            | 2017, 2022                   | 1 premi   |
| 2           | Thomas Bidegain            | 2013, 2019                   | 1 premi   |
| 2           | Anne Fontaine              | 2006, 2010                   | Cap premi |
| 2           | Arnaud Desplechin          | 2014, 2020                   | Cap premi |
| 2           | Benoît Jacquot             | 2013, 2016                   | Cap premi |
| 2           | Claude Berri               | 1984, 2008                   | Cap premi |
| 2           | Costa-Gavras               | 2006, 2020                   | Cap premi |
| 2           | Eric Barbier               | 2018, 2021                   | Cap premi |
| 2           | Léa Mysius                 | 2020, 2022                   | Cap premi |
| 2           | Lucas Belvaux              | 2013, 2015                   | Cap premi |
| 2           | Mathieu Amalric            | 2015, 2022                   | Cap premi |
| 2           | Vincent Garenq             | 2012, 2016                   | Cap premi |
| 2           | Matthieu Delaporte         | 2013, 2025                   | Cap premi |
| 2           | Alexandre de la Patellière | 2013, 2025                   | Cap premi |
| 2           | Jean-Claude Grumberg       | 2006, 2025                   | Cap premi |